# 特土良
特土良（/tərˈtʌliən/，150年—230年），羅馬全名為昆圖·塞普蒂米烏斯·佛洛倫特·特爾土良諾（拉丁語：Quintus Septimius Florens Tertullianus），英語化後被稱為特土良、戴都良、特图里安、德爾圖良，北非柏柏爾人，生於羅馬帝國阿非利加行省迦太基城，為律師、基督教會主教，是早期基督教著名的神学家、哲学家、护教士。
特土良出身柏柏爾人，終身都生活在迦太基，因理论贡献被誉为拉丁教父和西方基督教神学鼻祖之一。特土良所使用的神學方法，主要以寫作思辯性的基督教神學與反對異端的著作為主。有人稱特土良是「希臘最後一位護教士」，亦有人說他是「第一位拉丁教父」。
特土良對於三位一體與基督的神人二性，這二個教義的闡明，為後來東方與西方兩個教會的正統教義奠定了基礎。因他首先發現理性有極限，人在衝破這個極限的時候，就應該有信仰做指南，發展人生的未來，他以為在人性的能力中，除了感官之外，還有理性，在理性之上，還有信仰，人的感觀所不能達到的極限，由理性可以補足，在理性所不能達到的極限，便由信仰可以補足。當他在世上的年日，那些新約書信的原本仍然存在，他稱基督宗教的經典為《新約》。他的著作中曾引用《新約》一千八百多處，有消極反對當時的異端又有「護教學」，積極的為教會的學說辯護，將自己的信仰用希臘哲學，羅馬雄辯的形式表現出來。

## 生平
特土良是2世紀後期的北非迦太基人。他出生於百夫長之家，父親非基督徒，年輕時學習法律、哲學及各式各樣的學科，後成執業的律師。三十歲時因緣際會地接受主耶穌成為心中的救主，於是認罪悔改，抱持著禁慾主義，專心跟著主耶穌所教導的憑信心行事，以此自勉也勉勵周遭的人。之後曾任加大果的主教，且許多著作都提及闡揚基督的真理，實為護教士中之首。由於當時許多人入浸歸主名下，但並未受教導，故各樣的不合神心意的事曾出不窮地在這些基督徒的身上，故特氏不願隨波逐流而加入了孟他努派，力求刻苦己身、清心寡慾、高的道德標準，以和一般的信徒區隔。特氏亦很重視基督教的神祕，曾用以下的言論來證明基督有超出人類一切的思想，且具有全知、全能、全愛的特質，這樣的福音是一般人猜不透的：「我信，因在此無理」、「天主的兒子死了，這是十分可信的，因為無理性；祂被埋葬，又復活，這是確實的，因為是不可能的。」
關於特土良的生平，歷史記載很少。只知道他原是頗有名聲的律師，接受希臘羅馬式的教育，故此對歷史、哲學和法律都很熟悉。特土良曾信仰外道，在四十岁左右才改宗基督教。任迦太基主教期间，他自197年始撰文立说，旨在维护和阐释基督教教義。他是第一位使用拉丁文的多产神学作家。
約在公元207年，特土良成為孟他努派的一員。但後來不滿孟他努学说，于是自立宗派。在神学上，首先採用一些名词如“三位一体”、“圣礼”、“救赎”和“功德”等。對教父居普良及希波的奧古斯丁影響頗深，從而間接地影響了基督教神學之發展。

## 哲学与思想
就三位一體而言，特土良多有著述。他認為天主（即神、上帝）只有一位，三個位格同一神质（Una substanua, tres personae）。
埃及的是羅馬帝國的第二大城，且是文化與知識的中心。這個城以偉大的亞歷山大為名，哲學、宗教與種族文化傳統薈萃，形成它的大都會色彩。當時一個哲學思想柏拉圖主義，深深影響到這個城市的基督宗教思想。尤其以革利免，他非常重視基督宗教思想與當代學術的結合，也確實使哲學與神學建立親密關係的第一人。另有一個完全不同的基督教思想與生活方式，在遠離這數百哩的北非迦太基。迦太基座落在羅馬的地中海對岸，與羅馬帝國在商業及文化上的交流非常頻繁。迦太基富於法律、公德心與商業傳統。但特土良而言，成熟的基督徒是，除了聖經，使徒的教導與教會的信仰守則；比較在教會生活務實與法治面。
特土良認為哲學與神學並不相干，神學不應受希臘哲學的影響，他的名言是：
「雅典與耶路撒冷何干？
學院與教會何干？
異教徒與基督徒何干？」。
特土良（Tertullian）的傳殖說（traducianism）代替了希臘神學的創造說（creationism），此說為內在之罪的教義鋪下了道路，而此內在之罪與生來的惡是有分別的，特土良有句名言說：“靈魂的傳遞，包括罪的傳遞。”他把傳殖的教義與現實主義論結合在一起，按照他的說法，天主創造每個人是連身體帶靈魂地藉著生而來的，在此過程中，人的本性並沒有失掉他特殊的性質，乃是繼續地有智能、理性、甘心樂意的心，所以他的活動仍然是有理性的與負責任的，而原來個人本性中的罪，仍然是罪。特土良只能代表拉丁神學的最初階段，他的言論中仍然帶著希臘教父教訓的色彩。他說到嬰孩的無辜，但或許臆測這只是在相關的意義上說的，因嬰孩沒有實際的犯罪；他也不否認自由意志，雖然他將人的有效性減至最微的程度，但有時他所用的語詞有重生的合作說的意味（synergistic theory），意即在重生上神和人是合作的。特土良《駁帕克西亞》的論文重要無比，因為他獨創了許多新詞彙，以致這些名詞在西方教會變成標準用詞，且成為普遍被接受的教義。特土良極力反對引用聖經以外的資源，來建立神學或為基督教辯護。基督教的經典為《新約聖經》，他的著作中曾引用《新約聖經》一千八百多處之多，有消極反對當時的異端又有「護教學」，積極的為教會的學說辯護，將自己的信仰用希臘哲學，羅馬辯論的形式表現出來。

## 特土良的三位一體論

Opera omnia, 1598

特土良的巨著《駁帕克西亞》(Against Praxeas)中，他把三位一體的教義提出一個完整又相當清楚的陳述。三位一體論首先要能瞭解這些詞彙的來源，或許便能明白其意義和重要。特土良是三位一體論中用詞的最大創意者，他發明了許多的新字，其中最重要的有三個：
- 三位一體  特土良發明了「三位一體」一字（拉丁文：Trinitas），從他之後，這個字成為基督神學的術語。雖然有人嘗試用別的方法和用詞，但特土良的影響最大，這個名詞在西方教會成為標準用語。
- 位格（拉丁文：Persona）這個字，在日常英語中不過是指「一個人」。拉丁语原词（persona）有「面具」之意，特土良認為，「一位」便是指說話、行事的那位，他用person代表「位格」，指「賦予獨立行動的身份」。
- 本質（拉丁文：substantia），指基本上的本體存在，表達天主內部基本的一體，儘管在向人啟示時，天主似乎顯得很複雜。「本質」是三位一體之三個位格所共有的。它不是三個位格之外的某個東西，而是表達其共有的基本合一，就是「獨立但不分裂」。

「所有（三個：父、子和聖神）都是屬於一位，因為本質上是一；儘管這個計劃的奧秘，仍然要謹慎保護著，但這個計劃把一擴為三，按著秩序有三個位格——父、子和聖神。然而，這並不是在於形態，而是在於地位；不是在於本質，而是在於形式；不是在於能力，而是在於面向。但是這三同屬一個本質、一個形態、一個能力。」。
特土良列舉了根與苗，源頭與河流，太陽與光線之間的合一來說明天主的合一。父、子、聖神乃是一個相同的本體，而這本體被擴展成三種不同的顯現，但這本體是不能分割的。
特土良的三位一體論與基督位格的教義，是藉著他與帕克西亞的教義論戰中創造出來。特土良提出一個相當清楚的陳述：

「所有（三個：父、子和聖神）都是屬於一位，因為在本質上是一；儘管這計劃的奧秘仍然要謹慎保護著，但這個計劃把一擴散為三，按照秩序有三個位格──父、子和聖神。然而，這三並不是在於形態，而是在於地位；不是在於本質，而是在於形式；不是在於能力，而是在於面向。但是，這三同屬一個本質，一個形態與一個能力」。

## 神學論著與影響
特土良是被譽為教父時期僅次於奧古斯丁的神學家，可說是北非神學派系的代表，也是第一位以拉丁文寫作的重要作家；現存之著作約寫於196-212年間。他在基督教歷史的長河中佔有一席之地，以智慧、廣博學問、縝密的思想，藉由文字、豐富情感、敏銳的觀察力，來辯解、維護真理，使他所處時代的那段歷史更加輝煌、精彩，也為正統神學立了一塊基石。
除了眾所皆知的《護教辭》、《反馬吉安論》、《駁帕克西亞》三大著作外，《靈魂論》是基督教討論心理學最早之作，《洗禮論》也是現存關於洗禮最早的論說。他的名言是：「殉道者的血是教會的種子。」特土良的著作，對在其後之另一位北非教父居普良有極大之影響。

## 神學用語與教義
由於特土良是律師，熟悉羅馬法，在他的神學著作中也使用，如審判官、罪愆、刑罰、賠償等法律上的名詞，甚至法律觀念。在其後之神學思想中論到基督的救贖時常引用之，而他所創之許多神學用語仍沿用至今。
特土良是當時代惟一指出世人的罪與亞當有關之教父。他說，從一個人出生，惡就在人的本性之中，且持續傳給全人類；此說法是「原罪」教義最早之看法。另外，他認為基督的「神人二性」並不混淆，兩者都有完全的屬性。他並不認為耶穌受刑、替死贖罪是必須的，但卻注重悔罪改過；他認為公義的天主必施刑罰，但卻特別重視天主的憐憫，因此，在其著作中充滿「合法主義」思想。他以為一個人受洗之後還犯罪，就當認罪悔改，才能滿足天主的心。

## 關於聖神
在特土良著作中關於「聖神」的描寫，他認為，聖神在教會中一直不斷教導和說話，聖神就是主所應許要差來的護慰者，也是使人成聖的靈。他雖於207年參加了強調聖神、說預言之孟他努派，然而在面對大公教會指責孟他努派離棄教會傳統時，特土良寫道：「護慰者沒有帶來甚麼新奇的東西，祂只說已經暗示過的，祂也取回原先所擱置的。我們應當把祂看作是一位恢復者，而不是創新者。」
對孟他努派強調極嚴厲的紀律和脫離世俗，特土良不贊同過度的禁慾苦行，歸信基督教的他主張在基督的身體中，需要有護慰者積極活潑的同在，也需要有一個比當時沾染世俗的教會，更屬靈、更簡樸的教會生活。而聖神分賜「管教上的輔導，解開聖經，更新心思，使人更往前，進入更美的事」。信徒彼此相稱為弟兄，是因為天主是他們共同的父，他們也飲於同一位聖神。

## 神格唯一說
“神格唯一說”這個名稱是特土良所起。「特土良認為創始『神格唯一說』的是一位不太有名的『普拉克西亞』（Praxeas），而希坡利達（Hippolytus）認為創始者是示每拿的奴愛達 （Noetus of Smyrna）。可能兩人都對倡導此派學說有功。普拉克西亞完全反對神格（God）中可以有位格上的不同。特土良批判他說：『他將護慰者趕走，又將聖父釘死在十架。』普拉克西亞似乎並沒有說聖父受苦，不過奴愛達就清楚的說出這點。希坡利達說：『他（奴愛達）說：基督自己就是聖父，乃是聖父自己降生，並受苦而死。』（He said that Christ is Himself the Father, and that the Father Himself was born and suffered and died.）按照希坡利達的講法，奴愛達大膽地說，聖父改變了自己的形態（mode of being），變成（became）祂的兒子。奴愛達自己是這樣說：『當聖父尚未降生時，祂當被稱為父；但祂按自己的美意，服在降世為人時，祂就出生，成為聖子；是祂自己（He of Himself），並不是另一位（of another）成為聖子。」

## 關於浸禮
許多神學家也同意特土良對「聖洗聖事」（又稱洗禮）的貢獻。有人以為聖洗聖事儀式過於簡單，藉著水就叫人更新，似乎太愚昧，反而忽略了其所產生的效果。特土良說：「在天主起初的第一個創造裏，水就是聖神棲息歇腳之處。至此之後，天主要在聖洗聖事中使用水，而所有向天主祈求過的水都得到成聖的能力。⋯⋯那聖神降臨在施洗的水中，親自為分別成聖而受洗的人，人也得到了分別成聖的能力。」他還強調，「不是在水中接受了聖神，⋯⋯乃是當我們從洗禮池中起來，全身就被奉獻的油所塗抹，⋯⋯在這個被潔淨、被奉獻上的身體，才有那最聖潔的神從聖父那裏降下。教會就藉洗禮的水，確認了初信者的信仰，將他穿上了基督。」

## 評價
特土良是第一個發展「三位一體」論的護教家。但其論述與《尼西亞信經》確立的三位一體教義並不完全相同，其不同點可歸納為：
- 第一，特土良的三位一體論，為從屬論：三個位格中有等次之分；他強調父是全部的本質，而子只是本質的一部份。特土良並仍認同子是低於父的觀念。
- 第二，特土良採用了部份形态论的理論，強調神性中的三個位格只有一個本質，位格乃眾數，卻沒有本體之別。
- 第三，特土良的三位一體論被稱為「實用三一學」（economic Trinity），因為他整個理論都是放在創造與救贖的教義上，較多討論神的工作，極少討論神的本性。有學者認為這是他的神學的一個特色，也是拉丁世界那種務實及功能主義的思想模式，這個態度與伊斯蘭神學近似。

特土良在神學歷史上影響深遠，更有其重要性。他是第一位提出本質與位格 這個觀念的神學思想家，後來在《尼西亞信經》制定形成時，就用到這些觀念。雖然有人認為特土良的神學沒有多少原創性，而他自己亦承認常借用早期護教士的思想，但他彙集資料的能力與別具一格的闡釋方法，不僅為我們保留了第二世紀非常有價值的神學遺產，亦為我們寫下許多第一手的教義，這些都說明他在教義史上所占的崇高地位是配得的。

## 遺產與影響
- 特土良對整個基督宗教，最大的影響在教義。尤其是在基督位格及三位一體方面，對主後整整400年，神學思想上有極特殊且重要的貢獻。
- 重視「傳統」，「傳統」二字是指「那被傳承而來或傳遞下去的」，「聖經的傳統詮釋」或「基督徒信經的傳統表現」。
- 在《護教辭》最主要是為基督徒的無辜作辯護，反對迫害基督徒的言論，內容與用詞，特土良完全像律師的風格。除此之外《護教辭》也詳盡的解釋基督徒的生活、敬拜與信念，把正統教義整理出來。對第三世紀最有影響力的北非主教─居普良，有相當深的影響，這也是特土良在拉丁基督宗教的傳統上留下不可抹滅的記號和地位。對於整個西方基督教會的影響是「立即與永遠性的」。[6]。

## 主要作品
- 《護教學》
- 《靈魂的見証》
- 《反馬吉安論》
- 《駁帕克西亞》

### 引用
1. ↑  岡薩雷 編，《教會歷史要點指南》（台北：聖經資源中心，2011），44。
2. ↑  高果能，《古教會血證史》（香港：信義宗聯合出版部，1956），264。
3. ↑  Tertullian，pracecriptione haeretiorum 7
4. ↑  Tertullian，Against Praxeas 2
5. ↑  摘自Louis Berkhof, A History of Christian Doctrines, 77-80；伯克富，《基督教教義史》，58-61頁 林慈信修
6. ↑  Timothy David Barnes，Tertullian：A Historical and Literary Study (Oxford，U.K‧：Clareudon，1971)P.142